# یواس‌اس دیکسون (ای‌اس-۳۷)
یواس‌اس دیکسون (ای‌اس-۳۷) (به انگلیسی: USS Dixon (AS-37)) یک زیردریایی بود که طول آن ۶۴۴ فوت (۱۹۶ متر) بود. این زیردریایی در سال ۱۹۷۰ ساخته شد.